# Anagrus brevis
Anagrus brevis is een vliesvleugelig insect uit de familie Mymaridae. De wetenschappelijke naam is voor het eerst geldig gepubliceerd in 1998 door Chiappini & Lin.